# Tomas Ross
Tomas Ross, pseudoniem van Willem Pieter Hogendoorn (Den Bommel, 16 september 1944), is een Nederlands schrijver die voornamelijk bekend is geworden door zijn misdaadromans in het genre faction (deels fictie, deels realiteit).

## Biografie
Hij werd geboren als Willem Pieter Hogendoorn, eigenlijk toevallig te Den Bommel (Goeree-Overflakkee), omdat zijn vader als politieman vanuit Den Haag daarheen werd overgeplaatst. Willems vader Pieter Gerardus Hogendoorn (1912-1971) was tijdens de oorlog lid van de verzetsgroep Albrecht en werd na de oorlog gevraagd bij de Binnenlandse Veiligheidsdienst, een instantie die in veel van Ross' boeken is terug te vinden. Hogendoorn volgde het gymnasium Sorghvliet (dat toen nog " 's Gravenhaags Christelijk Gymnasium" heette) te Den Haag en deed in 1964 staatsexamen. Vervolgens studeerde hij korte tijd geschiedenis aan de Vrije Universiteit Amsterdam. In 1966-1969 deed hij de School voor Journalistiek in Utrecht en in 1975 studeerde hij af aan de Universiteit van Amsterdam in niet-westerse sociologie. Het pseudoniem Tomas Ross gebruikt hij sinds 1980. 
Hogendoorn werkte als journalist onder meer voor het dagblad Het Vaderland en voor de VNU. Bovendien werkte hij op televisie voor de NOS en de TROS. Voor deze laatste omroep presenteerde hij Op de man af. Sinds 1984 is hij fulltime schrijver.
Hij debuteerde in 1980 onder de naam Tomas Ross als schrijver van misdaadromans met De Honden van het Verraad, een politieke thriller over de vrijheidsstrijd van Zuid-Molukkers. Deze roman wordt al gekenmerkt door wat later zijn handelsmerk zou worden: spannende fictie, gebaseerd op feiten en grondige research, waarbij hij meestal zegt te stuiten op doofpotaffaires. Ook enige paranoia is hem niet vreemd. Tegenstanders hekelen zijn neiging in een boek bijzonder veel karakters op te voeren, en zijn gewoonte feiten en fictie tot een onontwarbare kluwen te vermengen.
Ross werd drie keer bekroond met de Gouden Strop, de prijs voor de beste Nederlandstalige spannende roman: in 1987 voor Bèta, in 1996 voor Koerier voor Sarajevo en in 2003 voor De zesde mei. In 2014 werd de Gouden Vleermuis aan hem toegekend voor zijn hele thrilleroeuvre.
In 1989 schreef hij in opdracht van de Stichting Collectieve Propaganda van het Nederlandse Boek ter gelegenheid van De Maand van het Spannende Boek Mode voor Moskou.
Naast romanschrijver is hij ook scenarioschrijver, onder meer van de televisieseries De Brug (1990), Bij de gratie Gods (1996) en Wij Alexander (1998) en van enkele films van Theo van Gogh (waaronder 06/05, een bewerking van zijn eigen boek De zesde mei). In september 2010 won Ross, samen met Karin van der Meer, de Zilveren Krulstaart voor hun vierdelige televisieserie Bernhard, schavuit van Oranje. In januari 2012 werd de vierdelige televisieserie Beatrix, Oranje onder vuur uitgezonden. Voor het tijdschrift Wereld in Oorlog verzorgde hij enkele jaren de rubriek Tomas Ross' Oorlogsmysteries. Zijn bijdragen verschijnen sinds 2019 in de tweewekelijkse opiniekrant Argus. 
Hogendoorn was lid van het Republikeins Genootschap. In 2025 kreeg hij een koninklijke onderscheiding, hij werd benoemd tot ridder in de Orde van de Nederlandse Leeuw.

### Fictie
- 2024: Het D-Day complot
- 2023: Poetins dochter
- 2022: De man zonder gezicht
- 2021: Indisch requiem
- 2019: Blonde Dolly
- 2018: Het verdriet van Wilhelmina (De Indië Trilogie deel 3)
- 2017: De Schaduw en het mysterie van De Denker (in de reeks Literaire Juweeltjes)
- 2017: De onderkoning van Indië (De Indië Trilogie deel 2)
- 2016: Zwarte weduwe (co-auteur: Corine Hartman)
- 2016: Mensenjacht (in de reeks Literaire Juweeltjes)
- 2015: Van de doden niets dan goed (De Indië Trilogie deel 1)
- 2015: Doodskopvlinder (co-auteur: Corine Hartman)
- 2014: De vrienden van Pinocchio
- 2013: De Tweede November
- 2013: De Nachtwaker: Het koningscomplot
- 2012: Onze vrouw in Tripoli
- 2011: Havank Ross: de Schaduw contra de Schorpioen
- 2011: Kort (20 korte verhalen van de auteur zelf)
- 2011: Iwan de Verschrikkelijke (in de reeks Literaire Juweeltjes)
- 2011: Havank Ross: de Schaduw en het mysterie van de Denker
- 2010: De tweede verlosser
- 2010: Doelwit Den Haag (diverse auteurs) (feuilleton in Den Haag Centraal)
- 2010: Havank Ross: Het mysterie van de Nachtwacht
- 2009: Het Meisje uit Buenos Aires
- 2009: Beestachtig (Inleiding door Ross, verzorgd bij 15 verhalen van div. andere auteurs)
- 2008: Blonde Dolly (feuilleton in Haagse Courant)
- 2008: Havank Ross: Caribisch complot
- 2008: De Marionet
- 2007: Schuldige plaatsen met foto's van Iona Hoogendoorn
- 2007: De Tranen van Mata Hari
- 2006: King Kong (vervolg op De anjercode)
- 2005: Plaats delict met foto's van Iona Hoogendoorn
- 2005: De hand van god
- 2005: De anjercode (vervolg op De dubbelganger)
- 2005: Take Care! (omzien naar Van Gogh)
- 2004: Vervloekt geluk (kettingverhaal met Karin Slaughter, Lee Child, Mark Billingham e.a.)
- 2004: Bloed aan de paal
- 2004: Kidnap (co-auteur: Rinus Ferdinandusse)
- 2004: De dubbelganger
- 2003: De klokkenluider
- 2003: De mannen van de maandagochtend (co-auteur: Rinus Ferdinandusse)
- 2003: De zesde mei
- 2003: Mathilde
- 2002: De dood van een kroonprins (diverse auteurs)
- 2002: Blue Curaçao: King en de vrouw die twee keer leefde
- 2002: Omwille van de troon
- 2002: Wij Alexander
- 2001: Tranen over Hollandia
- 1999: Superdeal: King en ....
- 1998: Het goud van Salomon Pinto
- 1997: De vlucht van de vierde oktober
- 1996: Pin up: King en de televisiemoorden
- 1996: Koerier voor Sarajevo
- 1995: De broederschap
- 1995: Babyface: King en de moordtransfer
- 1995: Het Polderstad-mysterie
- 1994: De man van Sint Maarten
- 1993: Wachters voor Wilhelmina
- 1992: De ingewijden
- 1991: Walhalla
- 1990: Gouden bergen
- 1990: De vrouw die op Greta Garbo leek (met Maj Sjöwall)
- 1989: Donor
- 1989: Mode voor Moskou
- 1987: Het Koeweit contract (gebundelde uitgave van feuilleton [met vijf collega-auteurs] in de Volkskrant)
- 1987: Bèta
- 1986: De strijders van de regenboog
- 1985: Schaduwen uit Gethsemane
- 1984: Het Poesjkin Plan
- 1983: Het verraad van '42
- 1982: Van koninklijken bloede
- 1982: De moordmagnaten (King)
- 1981: De ogen van de mol
- 1980: De honden van het verraad

### Kinder- en jeugdboeken
- 2002: De man die twee keer verdronk
- 2002: Het geheim van het verdronken dorp
- 1993: De wraak van Victor Baldini
- 1992: Het levende lijk
- 1990: Help, ze ontvoeren de koningin

#### Raadsel van de Ringen
- 2012: De grappige stem
- 2001: De verborgen poort
- 2000: De stem in de grot
- 1999: Talisman

#### Een Daan en Doortje mysterie
- 1994: Daan en Doortje en het monster van Loch Ness
- 1994: Daan en Doortje en de poldergeesten

### Non-fictie
Onder zijn eigen naam schreef Willem Hogendoorn boeken over onder meer het mysterie van Loch Ness, het Nederlandse bedrijfsleven en Nederlandse natuurreservaten.

## Bestseller 60
| Boeken met noteringen in de Nederlandse Bestseller 60 | Jaar van verschijnen | Datum van binnenkomst | Hoogste positie | Aantal weken | Opmerkingen |
| ----------------------------------------------------- | -------------------- | --------------------- | --------------- | ------------ | ----------- |
| De dubbelganger                                       | 2004                 | 22-12-2004            | 51              | 2            |             |
| De anjercode                                          | 2005                 | 22-06-2005            | 42              | 1            |             |
| King Kong                                             | 2006                 | 05-07-2006            | 32              | 5            |             |
| De tranen van Mata Hari                               | 2007                 | 17-10-2007            | 37              | 3            |             |
| De marionet                                           | 2008                 | 07-05-2008            | 6               | 9            |             |
| Caribisch complot                                     | 2008                 | 29-10-2008            | 30              | 3            |             |
| Het meisje uit Beunos Aires                           | 2009                 | 30-09-2009            | 12              | 5            |             |
| De vrouw die op Greta Garbo leek                      | 2010                 | 19-05-2010            | 14              | 5            |             |
| Onze vrouw in Tripoli                                 | 2012                 | 21-11-2012            | 37              | 6            |             |
| De nachtwaker                                         | 2013                 | 17-04-2013            | 24              | 5            |             |
| De tweede november                                    | 2013                 | 06-11-2013            | 50              | 2            |             |
| De onderkoning van Indië                              | 2017                 | 25-01-2017            | 24              | 4            |             |
| Het verdriet van Wilhelmina                           | 2018                 | 31-01-2018            | 37              | 4            |             |
| Blonde Dolly                                          | 2019                 | 13-02-2019            | 13              | 5            |             |
| De man zonder gezicht                                 | 2022                 | 23-03-2022            | 25              | 2            |             |
| Poetins dochter                                       | 2023                 | 17-05-2023            | 43              | 1            |             |
| Het D-day complot                                     | 2024                 | 12-06-2024            | 45              | 2*           |             |

- Bibsys: 90838664
- Bibliothèque nationale de France: cb12883335p (data)
- CiNii: DA08616012
- Digitale Bibliotheek voor de Nederlandse Letteren: ross005
- Gemeinsame Normdatei: 124014437
- International Standard Name Identifier: 0000 0001 2023 5470
- Library of Congress Control Number: n80133380
- Nationale Bibliotheek van Letland: 000030171
- Bibliotheek van het Japanse parlement: 00474061
- Nationale Bibliotheek van Tsjechië: xx0031168
- Nationale bibliotheek van Australië: 36234975
- Nederlandse Thesaurus van Auteursnamen: 068996519
- SNAC: w64t9vht
- Système universitaire de documentation: 137046502
- Trove: 1234359
- Virtual International Authority File: 279303888
- WorldCat: E39PBJwht6dKxgqVhyCXkXmcfq